# Andrij Viktorovics Baloha
Andrij Viktorovics Baloha (cirill betűkkel: Андрій Вікторович Балога; 1988. április 19.) ukrán politikus, 2015-től Munkács polgármestere, 2013 és 2015 között a Kárpátaljai Területi Tanács képviselője, frakcióvezető, 2020-tól az Andrij Baloha Csapata párt elnöke. Apja Viktor Baloha politikus és üzletember, aki korábban parlamenti képviselő, miniszter és az Ukrán Elnöki Hivatal vezetője is volt.

## Életrajza
1988-ban született Viktor Baloha befolyásos kárpátaljai üzletember és politikus, valamint Okszana Baloha üzletember gyermekeként.

### Tanulmányai
Munkácson végezte középiskolai tanulmányait, a kilencosztályos iskolában 2003-ban végzett. Ezt követően az Egyesült Államokban tanult, Észak-Dakota állam Rolla városának gimnáziumába járt 2005-ig. A Munkácsi Gimnáziumban érettségizett magántanulóként 2005-ben. 2005-től 2011-ig az Észak-dakotai Egyetem (University of North Dakota) hallgatója volt, ahol üzleti tanulmányokat folytatott. Diplomát azonban vélhetően nem szerzett. Ukrán sajtóinformációk szerint az Észak-Dakotai Egyetem megerősítette, hogy Andrij Baloha a hallgatójuk volt, de fokozatot nem szerzett.

### Szakmai tevékenysége
2011. június 3-tól 2015 októberéig a nagybátyja, Pavlo Baloha, valamint Anzsela Heletej által alapított, és kettejük 50-50%-kos tulajdonában álló Mukacsevszka insztitut mebliv bútorgyár igazgatója volt. A kft-ként működő cég vezetését 2015-ben felesége, Egyita Volodimirivna Baloha vette át, miután Andrij Balohát Munkcsát polgármesterévé választották. Napjainkban a cég Pavlo Baloha és Andrij Baloha felesége, Egyita Baloha tulajdonában van.

### Politikai pályafutás
Politikai karrierje a 2010-es évek elején kezdődött. Az apja által alapított Egységes Közép párt tagjaként politizált. 2013-tól 2015-ig a Kárpátaljai Területi Tanács képviselője, a tanácsban az Egységes Közép pár frakcióvezetője volt. 2015-ben Munkács polgármesterévé választották. 
Az Egységes Közép párt 2020. július 1-jén az Andrij Baloha Csapata nevet vette fel és ekkortól az apja, Viktor Baloha helyett Andrij Baloha lett a párt elnöke. Ennek a pártnak a jelöltjeként indult a 2020-as ukrajnai helyhatósági választásokon, ahol másodjára is Munkács polgármesterévé választották (a szavazatok 70%-kával).

## Korrupciós vádak
2023-ban korrupciós üggyel hozták összefüggésbe. Október 10-én az Ukrán Biztonsági Szolgálat (SZBU) munkatársai házkutatást tartottak Andrij Baloha, valamint Mihajlo Lanyo, a Munkács Járási Tanács elnökének irodájában. A korrupciós ügy egy Munkács központi részén, a Latorca folyó mellett található, az Avanhard stadion körüli háromhektáros önkormányzati földterület áron alul (a piaci értékének tizedéért) történt eladásával volt kapcsolatos,
Az SZBU és az Ukrán Nemzeti Korrupcióellenes Iroda (NABU) 2024. június 25-n őrizetbe vette Andrij Balohát és Mihajlo Lanyót, majd 2024. június 26-n az Ukrán Legfelsőbb Korrupcióellenes Bíróság előzetes letartóztatásba helyezte őket. Másnap, június 27-n a 30 millió hrivnyás óvadék kifizetése után Andrij Balohát szabadlábra helyezték, de 2024 szeptemberéig elektronikus nyomkövetőt kellett viselnie.

## Magánélete
Nős. Felesége Egyita Volodimirivna Baloha üzletasszony, aki a családi cégnél dolgozik. Két gyermekük van, egy fiú és egy lány.